# Lepidium longifolium
Lepidium longifolium là một loài thực vật có hoa trong họ Cải. Loài này được (Boiss.) Al-Shehbaz mô tả khoa học đầu tiên năm 2002.